# Bihruz Khan
Bihruz Khan fou kan dels Donboli a l'Azerbaidjan. Era fill de Bender Khan. Fou conegut com a Sulayman Khan al-Thani.
Va ser fidels als perses safàvides i quan el sultà otomà Murat IV va atacar l'Azerbaidjan es va distingir lluitant al costat de les forces del xa persa Safi I (1629 - 1642). Va morir el 1041 de l'hègira (equivalent als anys 1631/1632).